# Монастырщина (Монастырщинский район)
Монасты́рщина — посёлок, административный центр Монастырщинского района Смоленской области России. Образует Монастырщинское городское поселение.

## География

### Географическое расположение
Расположен на реке Вихра (бассейн Днепра), в 45 км к западу от железнодорожной станции Починок (на линии Смоленск — Рославль) и в 50 км к юго-западу от Смоленска.

### Часовой пояс
Монастырщина находится в часовой зоне МСК (московское время). Смещение применяемого времени относительно UTC составляет +3:00.

### Климат
Климат в Монастырщине умеренно континентальный.

## История
В XVIII веке — сельцо и местечко, принадлежащее полоцкому стольнику М. К. Голынскому. Назван так из-за монастырского скита, расположенного там в XVIII веке.
В конце 19 в. в центре поселка был сооружена церковь в русском стиле.
До 1924 года Монастырщина входила в состав Мстиславского уезда Могилёвской губернии. Позже — центр Монастырщинского района Смоленской области.
Во время Великой Отечественной войны посёлок был оккупирован вермахтом 12 или 14 июля 1941 года. Во время оккупации нацисты организовали еврейское гетто и проводили массовые репрессии против местного населения.
Посёлок городского типа — с 1965 года.

## Официальные символы

### Герб и Флаг
Официальные символы муниципального образования «Монастырщинский район» Смоленской области утверждён решением Монастырщинского районного Совета депутатов №59 от 30 августа 2005 года "Об утверждении Положения об официальных символах - Гербе и Флаге муниципального образования «Монастырщинский район» Смоленской области". 
Герб
В красном щите серебряный, с золотым эфесом меч в столб, острием в оконечности, на нём два серебряных, с золотыми древками, накрест положенных флага. Зелёная оконечность пересечена  серебряным нитевидным поясом.
В вольной части – герб Смоленской области.
Флаг
Прямоугольное полотнище с соотношением ширины к длине 2:3, разделённое по горизонтали на две неравные полосы: верхнюю красную в 2/3 ширины полотнища и нижнюю зелёную в 1/3 ширины полотнища, с серебряной горизонтальной посередине полосой в 1/25 общей ширины полотнища. Красная полоса в центре несёт фигуру из герба района: серебряный, с золотым эфесом меч в столб, острием в оконечности, на нём два серебряных, с золотыми древками, накрест положенных флага.

## Население
| 1939  | 1959  | 1970  | 1979  | 1989  | 2002  | 2007  | 2009  |
| ----- | ----- | ----- | ----- | ----- | ----- | ----- | ----- |
| 2755  | ↘2159 | ↗3555 | ↗4760 | ↗5166 | ↘4622 | ↘4066 | ↘3977 |
| 2012  | 2013  | 2014  | 2015  | 2016  | 2017  | 2018  | 2019  |
| ↘3944 | ↘3824 | ↘3770 | ↘3755 | ↘3701 | ↘3665 | ↘3600 | ↘3516 |
| 2020  | 2021  | 2024  |       |       |       |       |       |
| ↘3500 | ↘3223 | ↘3127 |       |       |       |       |       |

Национальный состав
По итогам переписи населения 2020 года проживали следующие национальности (национальности менее 0,1 % и другое, см. в сноске к строке «Другие»):
| Национальность | Численность, чел. | Доля     |
| -------------- | ----------------- | -------- |
| Русские        | 2978              | 92,40 %  |
| Таджики        | 68                | 2,11 %   |
| Белорусы       | 19                | 0,59 %   |
| Армяне         | 18                | 0,56 %   |
| Цыгане         | 15                | 0,47 %   |
| Украинцы       | 15                | 0,47 %   |
| Азербайджанцы  | 8                 | 0,25 %   |
| Евреи          | 7                 | 0,22 %   |
| Другие         | 95                | 2,93 %   |
| Итого          | 3223              | 100,00 % |

## Экономика
Предприятие пищевой промышленности — Монастырщинский хлебокомбинат.
Льнообрабатывающий и асфальтобетонный заводы закрыты. Действуют пилорамы.

## Транспорт

### Автобус
Транспортное сообщение в Монастырщинском районе осуществляют преимущественно муниципальные автобусы. Налажено регулярное автобусное сообщение с населёнными пунктами района и области.
Городская автостанция расположена рядом с центральным парком. Постоянно действует около 10 автобусных маршрутов. Основным пассажирским перевозчиком является "Муниципальное пассажирское автотранспортное предприятие" Администрации муниципального образования "Монастырщинский район" Смоленской области.

## Культура и искусство

### Музеи
- Монастырщинский историко-краеведческий музей.
- Историко-краеведческий музей МБОУ Монастырщинской средней школы имени А.И.Колдунова.

### Муниципальные бюджетные учреждения культуры
- МБУК «Монастырщинский районный Дом культуры».
- МБУК «Монастырщинский районный культурно-досуговый центр».
- МБУК «Монастырщинское межпоселенческое библиотечное объединение».

### Достопримечательности и памятные места
- Свято-Успенская церковь - церковь конца XIX в. в русском стиле.
- Усадьба ротмистра И.К. Голынского (Сохранились частично надстроенный руинированный главный дом второй половины XIX в. и остатки липового парка.)
- Аллея Героев.
- Бюст дважды Героя Советского Союза Александра Ивановича Колдунова.
- Стела установленная в честь воинов земляков погибших в боях за Родину.
- Памятный знак в честь воинов Красной Армии.
- Памятный знак воинам-интернационалистам.
- Братская могила 68 воинов Советской Армии, погибших в 1941-1945 гг. в боях с немецко-фашистскими захватчиками.
- Танк Т-34.
- Памятный знак Генералу Армии, Герою Советского Союза В. А. Матросову (располагается в д. Дудино).

### Отражения посёлка в литературе и искусстве
Любопытные факты о посёлке можно узнать из книги "В бассейне реки Вихры. Очерки истории сел и деревень Монастырщинского района" под редакцией профессора Г.Т. Рябкова. Книга рассказывает об истории сел и деревень Монастырщинского района. В её основу положены архивные материалы, которые познакомят читателя с разнообразными фактами о жизни различных слоев населения района.

## Средства массовой информации
- «Наша жизнь» — еженедельная газета Монастырщинского района Смоленской области (основана в августе 1932 г).

## Наука и образование

### Образовательные учреждения
- МБДОУ «Детский сад «Солнышко».
- МБОУ Монастырщинская средняя школа имени А.И. Колдунова.
- МБУДО Монастырщенская детская школа искусств.
- МБУДО Монастырщинский Центр внешкольной работы имени В.А. Счастливого.
- Филиал СОГБОУ СПО «Починковский индустриально-технологический техникум»(ликвидирован).
- МБУ ДО Детско-юношеская спортивная школа п. Монастырщина

## Здравоохранение
- ОГБУЗ «Монастырщинская центральная районная больница».

## Ветеринарная помощь
- Монастырщинский филиал ОГБУВ «Государственная ветеринарная служба Смоленской области».

## Физкультура и спорт

### Места для занятий спортом
- «Юность» — районный стадион.
- Спортивная площадка на территории центрального парка.
- Малая спортивная площадка (рядом с МБОУ Монастырщинская средняя школа имени А.И. Колдунова).
- Бассейн МБОУ Монастырщинской средней школы имени А.И. Колдунова.

### Спортивные команды
- «Вихра» — футбольная команда.

## Парки, скверы, сады и пляжи

### Парки
- Центральный парк.

## Религия
```
Большинство верующих — православные. В посёлке также проживают представители других религий.
```

## Известные жители и уроженцы
- Исаак Павлович Гинзбург — советский учёный в области аэрогазодинамики, создатель научной школы[26].
- Аркадий Семёнович Долинин — русский и советский литературовед и критик, педагог.
- Перец Моисеевич Смоленскин — еврейский писатель и публицист, один из предвестников сионизма.
- Павел Петрович Шестаков (1889—1937) — белорусский поэт и журналист.

## Фотографии

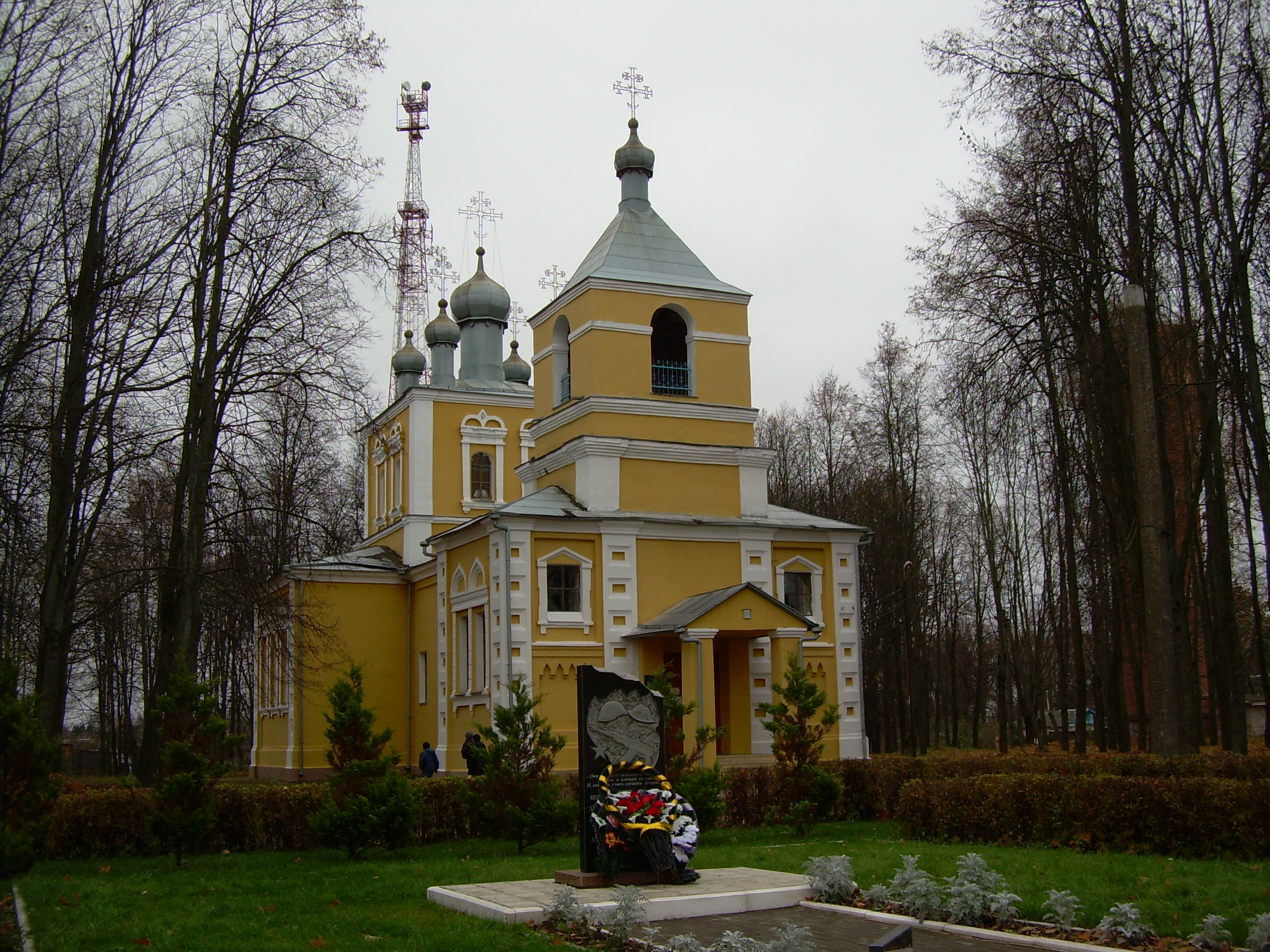
Свято-Успенская церковь
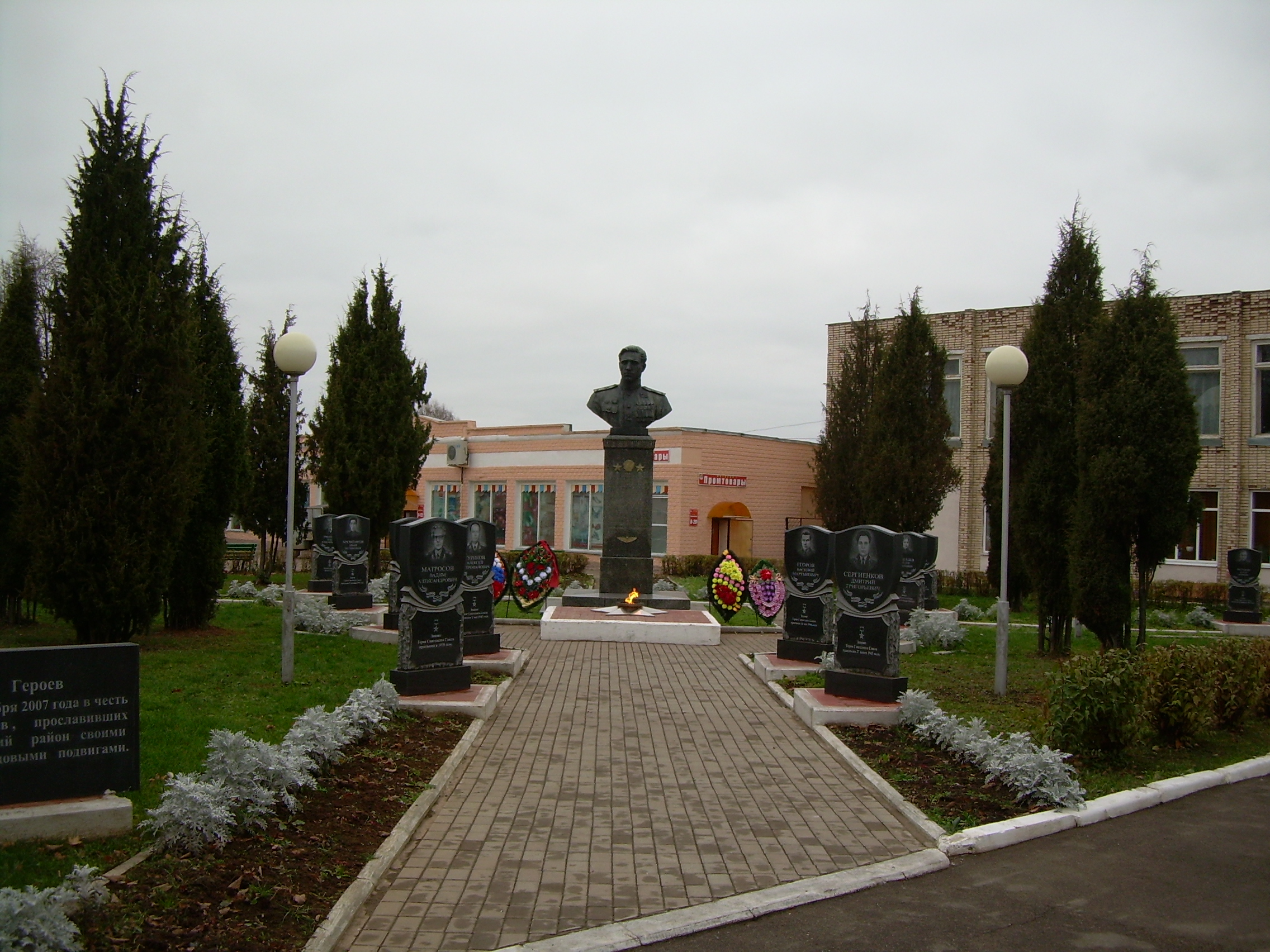
Аллея Героев